# Бэтмен: Возвращение рыцарей в масках
Бэтмен: Возвращение рыцарей в масках — комедийный мультипликационный фильм, выпущенный сразу на видео и основанный на комиксах о супергероях DC Comics и сериале «Бэтмен». Премьера фильма состоялась 6 октября 2016 года на фестивале «New York Comic Con».
Сиквел под названием «Бэтмен против Двуликого» был выпущен 10 октября 2017 года, через четыре месяца после смерти Адама Уэста.

## Сюжет
В своём особняке Брюс Уэйн и его подопечный Дик Грейсон смотрят любимую передачу «Дворец Готэма». На экране квартет музыкантов сбрасывает сценические костюмы и предстают в виде Джокера, Пингвина, Загадочника и Женщины-кошки. Брюс и Дик переодеваются Бэтменом и Робином и направляются к комиссару Гордону.
Отгадав оставленную загадку, герои направляются в лабораторию «Acme», откуда злодеи намереваются похитить репликационный луч, способный создавать любые дубликаты. После короткой битвы преступникам удаётся сбежать от Бэтмена, но Загадочник оставляет очередную подсказку искать их на фабрике по производству фаст фуда. Женщина-кошка хочет создать двойника Бэтмена, но нужно изменить героя. Это она может сделать, с помощью специального средства. После того, как Бэтмен и Робин попадают в ловушку, расставленную преступниками, Женщина-кошка царапает его щёку и капает вещество. Впрочем, Бэтмен противостоит воздействию яда, и злодеи убегают. Используя логику и смекалку, героям удаётся выбраться из ловушки.
Вернувшись в особняк, Брюс начинает демонстрировать признаки агрессии. Он увольняет дворецкого Альфреда, после того, как его сующая всюду нос тётя Харриет чуть не обнаружила бэт-пещеру. После нескольких дней поиска Бэтмен выясняет, что четыре мошенника захватили космическую станцию. Оба героя выходят в космос с помощью «бэт-ракеты». На космической станции Джокер, Пингвин и Загадочник предают Женщину-кошку из-за её симпатии к герою в костюме летучей мыши и пытаются выбросить её в космос. Бэтмен спасает её, и втроём он побеждают оставшихся злодеев.
На Земле Дик обеспокоен агрессивным поведением Брюса. Бэтмен прогоняет Робина и отходит от дел, пока в городе не начинается разгул преступности. Тогда он обвиняет полицию в некомпетентности и создаёт свои копии, чтобы заменить комиссара Гордона и шефа О'Хару. Вскоре Бэтмен наполняет Готэм-Сити своими дубликатами и планирует захватить мир.
Робин догадывается, что Бэтмен подвержен действию препарата Женщины-кошки, и вместе с ней он проникает в бэт-пещеру, чтобы дать ему противоядие. Однако, Бэтмену нравится его новый образ и, предвосхитив событие, он принял противопротивоядие. Он побеждает Робина и Женщину-кошку и оставляет их умирать в ядерном реакторе. Благодаря особенному спрею Робина, им удаётся выжить, и они настраивают против армии Бэтменов заключённых тюрьмы Готэма. Они устраивают побег всем, оставив Пингвина, Загадочника и Джокера, которые внезапно превращаются в пыль.
Бэтмен разбушевался и терроризирует Готэм со съёмочной площадки «Дворца Готэма». Помощь преступников оказывается бездейственной. Бэтмен собирается убить Робина и Женщину-кошку, однако замаскированный Альфред даёт ему противоядие. Бэтмен возвращается в норму, а его клоны превращаются в пыль. Бэтмен понимает, троица арестованных злодеев были копиями. Настоящие Пингвин, Загадочник и Джокер похищают бесценные сокровища Готэма. Бэтмен, Робин и Женщина-кошка преследуют злодеев до дирижабля Пингвина и побеждают их. Женщина-кошка пытается убежать с украденными ценностями, но Бэтмен возвращает их. Не желая угодить за решётку, Женщина-кошка прыгает с дирижабля в заводскую трубу.
По случаю дня рождения тёти Харриет, Брюс Уэйн устраивает роскошную вечеринку. Именинница понимает, что это именно то, что скрывали от неё подозрительно ведущие себя Брюс и Дик. В разгар вечера Альфред обращает внимание хозяина на появившийся в небе бэт-сигнал.

## Роли озвучивали
- Брюс Уэйн/Бэтмен — Адам Уэст
- Дик Грейсон/Робин — Берт Уорд
- Женщина-кошка — Джули Ньюмар
- Джокер — Джефф Бергман
- Пингвин — Уильям Салиерс[англ.]
- Загадочник — Уолли Вингерт[англ.]
- Альфред Пенниуорт — Стивен Уэбер
- комиссар Гордон — Джим Уорд
- шеф О'Хара — Томас Леннон
- тётя Харриет — Линн Мари Стюарт[англ.]*

## Номинации
- В 2017 году композиторы фильма Кристофер Картер, Лолита Ритманис и Майкл МакКьюшен были номинированы на премию «Энни» в категории «Выдающиеся заслуги в музыке к мультфильму».[8]
- В 2017 году на премии «Behind the Voice Actors Awards» Джефф Бергман за озвучивание Джокера был номинирован в категории «Лучший актёр озвучивания»[9][10].